# Jim Hudson
Jim Hudson (Steubenville, 31 marzo 1943 – Austin, 25 giugno 2013) è stato un giocatore di football americano statunitense che ha giocato nel ruolo di safety tutta la carriera con i New York Jets nella American Football League (AFL) e nella National Football League (NFL). Al college giocò a football all'Università del Texas vincendo un campionato NCAA giocando come quarterback.

## Carriera professionistica
Hudson iniziò la sua carriera professionistica come safety nel 1965 per i New York Jets della AFL, squadra con cui giocò tutta la carriera fino al 1970. Coi Jets disputò 40 partite nella AFL e 7 nella NFL mettendo a segno un totale di 14 intercetti, ritornati per 195 yard. A New York vinse partendo come titolare il Super Bowl III battendo i favoriti Baltimore Colts in una delle più grandi sorprese del football professionistico americano.

## Palmarès
- Campionati AFL : 1

New York Jets: 1968
- Super Bowl : 1

New York Jets: Super Bowl III

## Statistiche
| Partite totali | 47 |
| Intercetti     | 14 |